# تیم مک‌ایلراث
تیموتی "تیم" جیمز مک ایلراث (به انگلیسی: Timothy "Tim" James McIlrath) (زادهٔ ۳ نوامبر ۱۹۷۸) رهبر و خواننده گروه موسیقی رایز اگنست است.

## زندگی‌نامه
تیموتی مک ایلراث در سال ۱۹۷۸ در شهر ایندیاناپولیس متولد شد. در سنین نوجوانی، او کتاب‌هایی مانند ۱۹۸۴، دلاور دنیای جدید و… را مطالعه می‌کرد که تأثیر زیادی را بر او گذاشت. زمانی که در مدرسه بود دوستانش به دلیل دو رنگ بودن چشمانش او را مورد تمسخر قرار می‌دادند (یکی آبی و دیگری قهوه‌ای). او در نوجوانی علاقهٔ زیادی به اسنوبورد داشت و ۴۰۰ دلار برای خرید اولین اسنوبورد خود پرداخت و کم‌کم علاقه‌اش نسبت به آن کمتر شد. روزی هنگام قدم زدن در خیابان با فروشگاهی مواجه شد که گیتارهای زیادی برای فروش داشت، یکی از آن‌ها را بشدت دوست می‌داشت و هرروزی که از آنجا عبور می‌کرد به گیتار مورد علاقه‌اش نگاه می‌انداخت. بالاخره با ۴۲۵ دلار آن را خرید و همین امر باعث شد تا او روی به موسیقی آورد.

## حرفهٔ موسیقی (باکستر)
تیم مک ایلراث حرفهٔ موسیقی را از سن ۱۵ سالگی شروع کرد. او در شیکاگو در سبک موسیقی پانک بسیار فعال شده بود و در گروه‌ای کوچکی کار خود را شروع کرد. اولین گروهی که در آن حضور داشت باکستر نام داشت. اولین آلبوم آن‌ها باکت تروا که در سال ۱۹۹۶ روانه بازار شد. با این آلبوم، گروه باکستر از شاخص‌ترین گروه‌های موسیقی پانک در شیکاگو شده بود. باکستر بعد از اولین آلبوم، به تورهای مختلف همراه با گروه‌های دیگر موسیقی مانند Good Riddance , Braid , Hot Water Music , Slapstick , Alkaline Trio و Strife رفت. در سال ۱۹۹۷، آن‌ها یک آلبوم اضافه با نام صدای گم شده با کمپانی استاتیک اتیشن رکوردز منتشر کردند. مدتی پس از انتشار آلبوم گروه منحل شد. تیم مک ایلریف علاوه بر اینکه گیتار برقی می‌نوازید و به‌خوبی آواز می‌خواند، به نواختن گیتار بیس روی آورده بود.

## حرفهٔ موسیقی (آرما آنجلوس)
بعد فروپاشی باکستر، او به همراه چندنفر دیگر گروه جدیدی را با نام «آرما آنجلوس» ایجاد کردند. تیم نوازنده بیس این گروه شد و اولین آلبوم خود را با نام «خاکریز انتهای قبر» منتشر کردند. همچنین دومین آلبوم آن‌ها «بی خوابی جاییست برای خشنودی کابوس»، که با برچسب «ایولوژی رکوردز» بیرون داده شد. سرانجام بعد تور «میدوست» گروه آرما آنجلوس نیز منحل شد.

## حرفهٔ موسیقی (رایز اگنست)
در سال ۱۹۹۹، تیم مک ایلراث به همراه جو پرینسیپی بیسیست گروه "فینگر لوییس ۸۸" و "دان پریسیژن" و برندون بارنز گروه جدیدی را با نام رایز اگنست به وجود آوردند. اولین آلبومحل شده را با کمپانی "فات رک کوردز" در سال ۲۰۰۱ منتشر کدند. در سال ۲۰۰۳ دومین آلبوم خود را دور بر دقیقه نام نهادند. آلبوم‌های بعدی گروه در ۲۰۰۴، ۲۰۰۶، ۲۰۰۸ و ۲۰۱۱ منتشر شدند.

## زندگی شخصی
تیم مک ایلراث گیاه‌خوار و از پیروان خرده فرهنگ استرایت اج است. او همچنین از هواداران حقوق جانوران نیز است.